# Sun Fengwu
Dans ce nom chinois, le nom de famille, Sun, précède le nom personnel.
Pour les articles homonymes, voir Sun.
Sun Fengwu (chinois : 孙凤武), né le 19 mars 1962, à Jilin, dans le Jilin, dans la République populaire de Chine, est un joueur et entraîneur chinois de basket-ball.